# Claudius Clemens
Claudius Clemens (sein Praenomen ist nicht bekannt) war ein im 1. Jahrhundert n. Chr. lebender Angehöriger des römischen Ritterstandes (Eques).
Durch eine Inschrift, die in Erbalunga gefunden wurde und die auf 77 datiert ist, ist nachgewiesen, dass er Procurator auf Corsica war. Ein Militärdiplom, das auf den 17. Februar 86 datiert ist, belegt, dass er 86 Präfekt der in Alexandria stationierten römischen Flotte (classis Alexandrina) war; beide Posten waren mit einem Jahreseinkommen von 60.000 Sesterzen verbunden.